# Kako je mrzli veter Ženček našel toplino
Kako je mrzli veter Ženček našel toplino je pravljica o Logatcu, avtorja Jurija Švajncerja. Knjigo je leta 2009 izdalo Mladinsko športno-kulturno društvo Dlan na dlan.

## Vsebina
Kako je mrzli veter  Ženček našel toplino, je kratka pravljica o Logatcu, kjer kot glavni literarni lik nastopa mrzli veter Ženček. Glavni literarni lik povzroča nevšečnosti prebivalcem Sekirice. Le-ti zato ukrepajo,  Dlanček in Dlančica ugotovita, da Ženček piha tako mrzlo, ker mu primanjkuje topline. V pravljici nastopi še topla sapa Strmica, ki se poveže z Ženčkom in tako na Sekirici zopet piha topel veter. Prebivalci Sekirice so ob koncu zadovoljni, da so uspeli s skupnimi močmi rešiti težavo.

## Analiza
Literarni liki v pravljici so značilna pravljična bitja (čarovnica, modrec, škrati, vile...), ki pa so imena večinoma dobila po različnih logaških naravnih značilnostih (Hrušica, Logaščica, Sekirica, Strmica, Tičnica, Ženček). Literarne osebe so čarovnica Tičnica, Dlanček in Dlančica, Dedek Mraz, dobre vile, modrec Brst, mrzli veter Ženček, nežna in topla sapa Strmica, reka Logaščica, škrat Škrc-mrc, vila Hrušica. 

Avtor literarne osebe personificira, jim pripiše človeške lastnosti. Dogajalni prostor je najvišji logaški vrh Sekirica in njegova okolica.

Pripovedovalec je vsevedni in brezimenski.

Avtor z vsebino literarnega dela sporoča kako pomembno je sodelovanje, medsebojna pomoč in dobri medosebni odnosi, ne le pri reševanju sporov in težav pravljičnih junakov, temveč tudi v realnem življenju.